# Социалхристиянска партия
Социалхристиянската партия (на испански: Partido Social Cristiano) е дясна християндемократическа политическа партия в Еквадор.
Партията е основана през 1951 година и нейни представители са президенти през 1956-1960 и 1984-1988 година. От 80-те години влиянието ѝ е концентрирано главно в крайбрежните области.
На изборите през 2013 година партията получава 9% от гласовете и 6 от 131 места в парламента.
1. ↑  www.eltelegrafo.com.ec